# Lincoln (Nowy Jork)
Lincoln – miasto w Stanach Zjednoczonych, w stanie Nowy Jork, w hrabstwie Madison.